# Alexander Stuart (homme politique australien)
Pour les articles homonymes, voir Alexandre Stuart et Stuart.
Alexander Stuart (21 mars 1824 – 16 juin 1886) est un homme politique australien qui fut Premier Ministre de Nouvelle-Galles du Sud du 5 janvier 1883 au 7 octobre 1885. Il était connu pour sa grande probité et avait une excellente réputation dans les milieux financiers.

## Avant sa carrière politique
Stuart est né à Édimbourg en 1825 d'Alexander Stuart. Il fit ses études dans la capitale écossaise mais s'il suivit les cours de l'université, il n'obtint pas de diplôme. Après ses études, il travailla chez un marchand de Glasgow puis dans une usine à lin dans le nord de l'Irlande et s'exila en Inde en 1845. Ne supportant pas le climat du pays, il alla s'installer pendant un certain temps en Nouvelle-Zélande pour arriver finalement à Sydney en 1851. Il essaya de faire fortune en cherchant de l'or à Ballarat puis à Bendigo lors de la ruée vers l'or au Victoria mais il n'eut pas de succès.
Stuart revint à Sydney en 1852 et trouva un emploi dans une banque où en moins de deux ans il obtint un poste de direction. En 1853, il épousa Christiana Eliza Wood. En 1854, il fut chargé d'enquêter sur les détournements de fonds de l'agence de Ballarat par son directeur, George Lang, le fils de John Dunmore Lang qui fut jugé et condamné à cinq ans de bagne. John Dunmore Lang publia alors une mise en cause de Stuart et de la banque, The Convicts' Bank; or a Plain Statement of the Case of Alleged Embezzlement, qui lui valurent un passage en justice et six mois de prison pour accusations mensongères. En 1855 il accepta de s'associer à Robert Towns pour former une société de commerce et il devint rapidement un homme d'affaires célèbre de Sydney.

## Carrière politique
Stuart était un membre influent du synode anglican de Sydney. Lors d'une controverse sur l'éducation des enfants, il se fit le défenseur des écoles confessionnelles et l'évêque anglican Frederic Barker lui proposa d'entrer au Parlement. En 1874 il fut élu député de Sydney-Est avec un programme de soutien aux écoles privées, un développement rapide des chemins de fer et un soutien aux municipalités,.
En février 1876 il remplaça William Forster comme Ministre des Finances dans le troisième gouvernement de John Robertson et occupa le poste jusqu'à la défaite du gouvernement en mars 1877. Stuart démissionna de son poste de député en mars 1879 pour devenir agent-général à Londres mais donna sa démission en avril pour éviter la banqueroute. Il se représenta aux élections de 1880 dans la circonscription d'Illawarra et prit la tête de l'opposition. En 1882 le gouvernement Parkes-Robertson fut battu et Stuart devint Premier Ministre du 5 janvier 1883 au 6 octobre 1885. Il réussit à faire voter avec beaucoup de peine une loi sur les propriétés terriennes en 1884 mais il fit passer aussi des lois sur le service civil, les services d'incendie, l'université et les licences.
Stuart fut sans arrêt victime d'attaques parlementaires pendant l'année 1884 pour sa possession de terres à Illawarra. En octobre 1884 il fut victime d'un accident vasculaire cérébral et alla se reposer chez son frère à Napier en Nouvelle-Zélande. C'est pendant son absence que William Bede Dalley agissant à sa place envoya un contingent au Soudan. Stuart démissionna en octobre 1885  et fut nommé Sénateur. En 1886 il fut nommé commissaire exécutif de la foire coloniale à Londres où il mourut après une courte maladie,.